# Molophilus mina
Molophilus mina là một loài ruồi trong họ Limoniidae. Chúng phân bố ở miền Australasia.